# Baumgartenberg (Górna Austria)
Baumgartenberg – gmina targowa w Austrii, w kraju związkowych Górna Austria, w powiecie Perg. Liczy 1696 mieszkańców (1 stycznia 2015).